# Philonthus cyanipennis
Philonthus cyanipennis är en skalbaggsart som först beskrevs av Fabricius 1793.  Philonthus cyanipennis ingår i släktet Philonthus, och familjen kortvingar. Arten har ej påträffats i Sverige.